# Anteros valens
Anteros valens är en fjärilsart som beskrevs av Fabricius 1787. Anteros valens ingår i släktet Anteros och familjen Riodinidae. Inga underarter finns listade i Catalogue of Life.